# برونو گارتزنا
برونو گارتزنا (به ایتالیایی: Bruno Garzena) (۲ فوریهٔ ۱۹۳۳ – ۳۰ ژوئیهٔ ۲۰۲۴) بازیکن فوتبال اهل ایتالیا بود که از سال ۱۹۵۸ میلادی عضو تیم ملی فوتبال ایتالیا بوده و در ۱ بازی ملی حضور داشته‌است. او در بازی‌های ملی‌اش گلی به ثمر نرساند.
برونو گارتزنا آخرین بازی ملی خود را در سال ۱۹۵۸ میلادی انجام داد.
گارتزنا در ۳۰ ژوئیهٔ ۲۰۲۴، در سن ۹۱ سالگی، در تورین، ایتالیا درگذشت.